# Geer (Vijfheerenlanden)
Geer (51° 54′ N, 5° 03′ L) é uma cidade dos Países Baixos, na província de Utrecht. Geer (Vijfheerenlanden) pertence ao município de Vijfheerenlanden, e está situada a 9 km, a nordeste de Gorinchem.
A área de Geer, que também inclui as partes periféricas da cidade, bem como a zona rural circundante, tem uma população estimada em 60 habitantes.